# Renato Savino
Renato Savino (Adalia (Turchia), 8 ottobre 1926 – Roma, 11 maggio 2008) è stato un regista e sceneggiatore italiano.
È conosciuto anche col nome di Mauro Stefani, pseudonimo con cui ha firmato la maggior parte delle sue regie.

## Filmografia

### Regista
- Decamerone '300 – accreditato come Mauro Stefani (1972)
- Grazie signore p... – accreditato come Mauro Stefani (1972)
- Mamma... li turchi! – accreditato come Mauro Stefani (1973)
- I ragazzi della Roma violenta (1976)

### Sceneggiatore
- Si muore solo una volta, regia di Don Reynolds (1967)
- Joko - Invoca Dio... e muori, regia di Antonio Margheriti (1968)
- Ehi amigo... sei morto!, regia di Paolo Bianchini (1970)
- L'oro dei Bravados, regia di Don Reynolds (1970)
- Lo chiamavano King..., regia di Don Reynolds (1971)
- Decamerone '300, regia di Renato Savino – accreditato come Mauro Stefani (1972)
- I ragazzi della Roma violenta, regia di Renato Savino (1976)

### Produttore
- Joko - Invoca Dio... e muori, regia di Antonio Margheriti (1968)